# Shaolin (film)
Shaolin (chiń. 新少林寺; pinyin Xīn Shàolín sì) – hongkońsko–chiński film z 2011 roku w reżyserii Benniego Chana.

## Obsada
Źródło: Filmweb

- Andy Lau – Hao Jie
- Nicholas Tse – Cao Man
- Fan Bingbing – Yan Xi, żona Hao Jie
- Jacky Wu – Jing Neng
- Bai Bing – Wei-Lin Sang
- Jackie Chan – kucharz
- Xiong Xinxin – Sou Xiang Tu
- Yu Xing – Jing Kong
- Yu Shaoqun – Jing Hai
- Yue Hoi – Abbot

## Odbiór
Film zarobił 64 327 dolarów amerykańskich w Stanach Zjednoczonych.
W 2012 roku podczas 31. edycji Hong Kong Film Award Tak Yuen, Corey Yuen i Chung Chi Li byli nominowani do nagrody Hong Kong Film Award w kategorii Best Action Choreography, a Ben Lau i Yee Chung-Man byli nominowani w kategorii Best Art Direction. Andy Lau jako autor tekstu i piosenkarz oraz Q.luv jako kompozytor byli nominowani w kategorii Best Original Film Song za utwór „Wu”. Nicholas Tse był nominowany w kategorii Best Supporting Actor.